# Correctional Training Facility
Correctional Training Facility (CTF), tidigare Camp Barracks och Soledad State Prison, är ett delstatligt fängelse för manliga intagna och är belägen i den nordvästra delen av staden Soledad i Kalifornien i USA. Den ligger utmed motorvägen U.S. Route 101 och granne med ett annat fängelse Salinas Valley State Prison. Fängelset förvarar intagna som är klassificerade för någon av säkerhetsnivåerna låg och medel. CTF har en kapacitet på att förvara 2 800 intagna men för den 27 april 2022 var det överbeläggning och den förvarade 3 992 intagna.

## Historik
Delstaten Kalifornien beslutade på mitten av 1940-talet att uppföra ett nytt fängelse i syfte att lätta på överbeläggningen på fängelset San Quentin State Prison. Man köpte omkring 379 hektar mark från en lokal ranchägare utanför staden Soledad för 239 000 amerikanska dollar. I och med andra världskriget hade militärbasen Fort Ord i norra Monterey County, uppfört ett krigsfångeläger för tyska krigsfångar och hette Camp Soledad. Efter att världskriget avslutades hade militärbasen ingen användning av den så delstaten övertog byggnaderna och tog ner dem i syfte att återanvända dessa på det nya fängelset i Soledad. Fängelset invigdes den 1 maj 1946 med namnet Camp Barracks men den blev snabbt mer känd som The Barracks. Den var underställd San Quentin State Prison men det varade bara ett år innan den blev självständig och fick då namnet Soledad State Prison. År 1968 bytte den namn till det nuvarande. År 1992 blev CTF en del av staden Soledad.

## Intagna
Personer som varit intagna på CTF är bland andra Eldridge Cleaver, Juan Corona, George Jackson, Victor Salva, Sirhan Sirhan, Danny Trejo och Dan White.